# Cystidia interruptaria
Cystidia interruptaria là một loài bướm đêm trong họ Geometridae.